# Garbatella (Roms tunnelbana)
Garbatella är en station på Roms tunnelbanas Linea B. Stationen öppnades 1990 och är uppkallad efter stadsdelen Garbatella. Den nuvarande tunnelbanestationen ersatte den föregående stationen från 1955.
Stationen Garbatella har:
- Biljettautomater
- WC

## Kollektivtrafik
- Busshållplats ATAC

## Närbelägna byggnader och monument
- före detta Mercati Generali
- Università Roma Tre
- Teatro Palladium
- Centrale Montemartini